# (1435) Garlena
(1435) Garlena ist ein Asteroid des Hauptgürtels, der am 23. November 1936 vom deutschen Astronomen Karl Wilhelm Reinmuth in Heidelberg entdeckt wurde.
Der Asteroid wurde nach einer Bekannten von Franz von Schaub, einem Berechner von Asteroidenbahnen, benannt.